# Cucaita
Cucaita – miasto w Kolumbii, w departamencie Boyacá.